# Дір-Крік (Міннесота)
Дір-Крік (англ. Deer Creek) — місто (англ. city) в США, в окрузі Оттер-Тейл штату Міннесота. Населення — 330 осіб (2020).

## Географія
Дір-Крік розташований за координатами 46°23′26″ пн. ш. 95°19′21″ зх. д. / 46.39056° пн. ш. 95.32250° зх. д. (46.390553, -95.322447).  За даними Бюро перепису населення США в 2010 році місто мало площу 10,44 км², з яких 10,39 км² — суходіл та 0,04 км² — водойми.

## Демографія
Згідно з переписом 2010 року, у місті мешкали 322 особи в 147 домогосподарствах у складі 91 родини. Густота населення становила 31 особа/км².  Було 161 помешкання (15/км²).
Расовий склад населення:
| - 98,4 % — білих - 0,9 % — корінних американців |

До двох чи більше рас належало 0,6 %. Частка іспаномовних становила 0,6 % від усіх жителів.
За віковим діапазоном населення розподілялося таким чином: 19,9 % — особи молодші 18 років, 58,7 % — особи у віці 18—64 років, 21,4 % — особи у віці 65 років та старші. Медіана віку мешканця становила 44,3 року. На 100 осіб жіночої статі у місті припадало 107,7 чоловіків;  на 100 жінок у віці від 18 років та старших — 106,4 чоловіків також старших 18 років.
Середній дохід на одне домашнє господарство  становив 36 818 доларів США (медіана — 30 938), а середній дохід на одну сім'ю — 42 844 долари (медіана — 41 389). За межею бідності перебувало 16,8 % осіб, у тому числі 22,7 % дітей у віці до 18 років та 7,2 % осіб у віці 65 років та старших.
Цивільне працевлаштоване населення становило 90 осіб. Основні галузі зайнятості: роздрібна торгівля — 22,2 %, виробництво — 18,9 %, освіта, охорона здоров'я та соціальна допомога — 13,3 %, транспорт — 11,1 %.